# Lake Holiday
Lake Holiday – jednostka osadnicza w Stanach Zjednoczonych, w stanie Illinois, w hrabstwie LaSalle.